# Zastave i plamenci na hrvatskim ratnim brodovima
Na ratnim brodovima i brodicama Republike Hrvatske viju se vojnopomorske i položajne zastave kao jedan od načina jasnog isticanja državne pripadnosti te vojne funkcije broda, ali i označavanja prisutnost visokih gostiju, državnih dužnosnika ili vojnih časnika na brodu. Na ratnim brodovima i brodicama Republike Hrvatske postoje dvije skupine zastava: vojnopomorske zastave i položajne zastave.
Vojnopomorske zastave su:
- krmena zastava, i
- pramčana zastava.

Položajne zastave su:
- zapovjedne zastave,
- plamenci, i
- redne zastave.

Vojnopomorske i položajne zastave propisane Pravilnikom o vojnopomorskim i položajnim zastavama, kojim se između ostalog određuju postupci i način isticanja te vijanja vojnopomorskih i položajnih zastava na ratnim brodovima i brodicama Republike Hrvatske, kao i tehnički uvjeti njihove izrade. Nakon stjecanja neovisnosti Republike Hrvatske nije bilo posebnih propisa o izgledu vojnopomorskih zastava, a kako su 1992. godine doneseni propisi o zastavi trgovačke mornarice koja je jednaka nacionalnoj, ali u omjeru 2:3, Hrvatska ratna mornarica slijedila je praksu. Otprilike u isto vrijeme ratna je mornarica dobila zastavu grane, pa je ta zastava ponekad korištena i na brodovima, na krmi ili na provi. Odlukom predsjednika Republike Hrvatske 1999. godine propisane su zastave koje se koriste u ratnoj mornarici, te je konačno uvedena prava vojnopomorska zastava, različita od nacionalne zastave dodavanjem dva zlatna sidra iza grba. Zastava Hrvatske ratne mornarice koja je do tada na brodovima korištena poluslužbeno, propisana je kao pramčana zastava. Posebnim Pravilnikom ministra obrane iz iste godine propisani su postupci i način isticanja te vijanja vojnopomorskih, zapovjednih i položajnih zastava i plamenaca te tehnički uvjeti njihove izrade. Odluka i Pravilnik iz 1999. godine prestali su važiti donošenjem novog Pravilnika.
Osim vojnopomorskih i položajnih zastava, na ratnim brodovima nalaze se i kompleti međunarodnih pomorskih signalnih zastava (signali Flote HRM).

## Vojnopomorske zastave
Vojnopomorske zastave su krmena zastava i pramčana zastava. Izrađuju se tako da odnos dužine zastave prema njezinoj širini iznosi 1,5 : 1.
Hrvatski ratni brodovi viju krmenu zastavu na krmenom stijegu, a za vrijeme plovidbe na glavnom brodskom jarbolu. Pri isplovljenju u trenutku otpuštanja veza spušta se s krmenog stijega i istodobno diže na glavnom brodskom jarbolu, a pri uplovljenju u trenutku prihvata veza spušta se s glavnog brodskog jarbola i istodobno diže na krmenom stijegu. Motorne brodice i brodice na vesla viju zastavu na krmenom stijegu, dok brodice na jedra viju krmenu zastavu na vidljivom mjestu krmenog dijela. Krmena zastava mora biti podignuta do vrha stijega, a iznimno, krmena i pramčana zastava viju se na pola stijega u skladu s odredbama Pravilnika o obredima u Oružanim snagama Republike Hrvatske (izražavanje žalosti). Ratni brodovi Republike Hrvatske viju krmenu zastavu i tijekom borbe na moru. Ako se tijekom plovidbe i borbe na moru uništi ili otkine, na njezino se mjesto ili na neko drugo prikladno mjesto mora odmah istaknuti nova. Vezani ili usidreni ratni brodovi Republike Hrvatske viju krmenu zastavu od osam sati ujutro do sunčeva zalaska, a nakon sunčeva zalaska samo kada je potrebno radi pokazivanja državne pripadnosti broda. Na brodici koja pripada brodu krmena se zastava vije kada je brodica u plovidbi, kao i kada brod kojem brodica pripada vije pramčanu zastavu (samo kad je časnik u brodici). Na brodici koja ne pripada brodu krmena se zastava vije kada je brodica u plovidbi, kao i blagdanom, te uvijek kada ostali ratni brodovi Republike Hrvatske viju pramčanu zastavu.
Pramčanu zastavu ratni brodovi viju na pramčanom stijegu blagdanom i u svečanim prilikama (Dan HRM i sl.). Za vrijeme boravka ratnog broda RH u stranoj luci pramčana zastava vije se svakodnevno dvadeset i četiri sata. Kada ratni brodovi viju pramčanu zastavu svakodnevno, ona se podiže i spušta na jednak način kao i krmena zastava, nezavisno od krmene zastave i bez posebnog brodskog ceremonijala.
|                |                  |
| Krmena zastava | Pramčana zastava |

Raniji izgled pramčane zastave koji je zamijenjen Odlukom iz 1999. godine (varijacija hrvatskog grba preko dva ukrštena sidra) ostala je u upotrebi i vjerojatno će tako ostati sve dok te zastave ne budu zamijenjene.

## Zapovjedne zastave
Zapovjedne zastave na ratnim brodovima Republike Hrvatske su:
- zastava predsjednika Republike Hrvatske i vrhovnog zapovjednika Oružanih snaga Republike Hrvatske,
- zastava ministra obrane Republike Hrvatske,
- zastava načelnika Glavnog stožera oružanih snaga Republike Hrvatske,
- zastava zapovjednika Hrvatske ratne mornarice,
- zastava admirala flote,
- zastava admirala,
- zastava viceadmirala,
- zastava kontraadmirala,
- zastava komodora.

Zapovjedne se zastave izrađuju tako da je odnos dužine prema širini 1 : 1.
|                                                 |                            |                                                     |
| Zastava vrhovnog zapovjednika oružanih snaga RH | Zastava ministra obrane RH | Zastava načelnika Glavnog stožera oružanih snaga RH |
|                                                 |                            |                                                     |
| Zastava zapovjednika Hrvatske ratne mornarice   | Zastava admirala flote     | Zastava admirala                                    |
|                                                 |                            |                                                     |
| Zastava viceadmirala                            | Zastava kontraadmirala     | Zastava komodora                                    |

Zapovjedna se zastava vije na glavnom jarbolu na križu s desne strane kada je na njemu ukrcana osoba koja ima pravo na zapovjednu osobu, a spušta se kada se iskrca. Ako se osoba koja je stalno ukrcana na brodu koji vije njezinu zapovjednu zastavu prekrca na drugi brod, brod na kojem je ona bila ukrcana spušta, a brod na koji se je prekrcala, diže njezinu zapovjednu zastavu. Ako je na brodu istodobno ukrcano više osoba koje imaju pravo na zapovjednu zastavu, brod vije samo zapovjednu zastavu osobe s najvišom zapovjednom dužnosti.

## Plamenci
Plamenci na ratnim brodovima Republike Hrvatske su:
- plamenac zapovjednika flote ratnih brodova,
- plamenac zapovjednika flotile ratnih brodova,
- plamenac zapovjednika divizijuna ratnih brodova,
- plamenac zapovjednika odreda ratnih brodova,
- plamenac najstarijeg zapovjednika ratnog broda na sidrištu ili u luci,
- plamenac zapovjednika ratnog broda.

Plamenci, osim plamenca zapovjednika ratnog broda, izrađuju se tako da je odnos dužine osnovice prema širini 2 : 1. Plamenci su jednakostranični je trapezni plamenci čija je širina na slobodnom kraju je 1/3 širine uz koplje. Plamenac zapovjednika ratnog broda je dugačak trobojni trokutasti plamenac koji se izrađuje se tako da je odnos dužine osnovice plamenca prema širini 10 : 1.  
|                                             |                                                                       |                                                 |
| Plamenac zapovjednika flote ratnih brodova  | Plamenac zapovjednika flotile ratnih brodova                          | Plamenac zapovjednika divizijuna ratnih brodova |
|                                             |                                                                       |                                                 |
| Plamenac zapovjednika odreda ratnih brodova | Plamenac najstarijeg zapovjednika ratnog broda na sidrištu ili u luci | Plamenac zapovjednika ratnog broda              |

Plamence ratni brodovi Republike Hrvatske viju na desnoj vanjskoj strani križa glavnog jarbola. Plamenac se diže kada se zapovjednik koji ima pravo na plamenac ukrca na ratni brod, a spušta kada se iskrca s ratnog broda. Kada je na brodu ukrcano više osoba (časnika) koje imaju pravo na plamenac, brod vije plamenac najstarijeg zapovjednika, a kada je na brodu osoba koja ima pravo na zapovjednu zastavu i osoba koja ima pravo na plamenac, brod vije samo zapovjednu zastavu. Plamenac zapovjednika ratnog broda vije se cijelo vrijeme dok je on na brodu, neovisno o drugim zapovjednim zastavama i plamencima.
Plamenac najstarijeg zapovjednika na sidrištu vije se stalno na brodu na kojem je ukrcan najstariji zapovjednik na sidrištu i kada je istaknuta druga zapovjedna zastava ili plamenac. Kada brod koji vije plamenac najstarijeg zapovjednika na sidrištu, pri isplovljavanju otpusti vez, plamenac se najstarijeg zapovjednika na sidrištu spušta, a istodobno plamenac najstarijeg zapovjednika na sidrištu diže brod sljedećeg zapovjednika po rangu ili zapovjednika određenog po zapovijedi. Kada brod starijeg zapovjednika uplovljava na sidrište, njegov brod diže plamenac najstarijeg zapovjednika na sidrištu čim prihvati vez, a brod koji je do tada vijao plamenac najstarijeg zapovjednika na sidrištu spušta ga.
Zapovjednik plovne postrojbe (flote, flotile, divizijuna, odreda) može vijati svoj plamenac samo na brodovima svoje postrojbe, a zapovjednik broda samo na brodu kojim zapovijeda.

## Redne zastave
Redne zastave na ratnim brodovima Republike Hrvatske su: 
- zastava predsjednika Hrvatskoga sabora;
- zastava predsjednika Vlade Republike Hrvatske;
- zastava generala (za sve generale).

Redne zastave izrađuju se tako da je omjer dužine zastave prema njezinoj širini 1 : 1.
|                                       |                                               |                  |
| Zastava predsjednika Hrvatskog sabora | Zastava predsjednika Vlade Republike Hrvatske | Zastava generala |

Redne zastave ratni brodovi Republike Hrvatske viju na glavnom brodskom jarbolu na križu s lijeve strane. Diže se kada se osoba koja ima pravo na rednu zastavu (predsjednik Hrvatskoga sabora, predsjednik Vlade, general) ukrca na ratni brod, a spušta kada se iskrca. Ako je na brodu istodobno ukrcano više osoba koje imaju pravo na rednu zastavu, brod vije samo zastavu osobe najviše po položaju.

## Predstavnici stranih država na ratnim brodovima Republike Hrvatske
Položajne zastave vojnih i civilnih predstavnika stranih država viju se u njihovu počast kad borave na ratnim brodovima Republike Hrvatske, dok se vojnopomorske i položajne zastave ne ističu u njihovu počast. Kada su na ratnom brodu čelnici stranih država, ratni brod vije njihove zastave u skladu s odredbama koje vrijede za vijanje zastave predsjednika Republike Hrvatske i vrhovnog zapovjednika Oružanih snaga Republike Hrvatske. Kada su na ratnom brodu istodobno s predsjednikom Republike Hrvatske i čelnici stranih država, ratni brod vije zastave stranih čelnika desno od zastave predsjednika Republike Hrvatske i vrhovnog zapovjednika.

## Zastava Obalne straže
Obalna straža Republike Hrvatske osnovana je Zakonom o obalnoj straži Republike Hrvatske 2007. godine radi učinkovitog nadzora i zaštite prava i interesa Republike Hrvatske na moru u skladu s međunarodnim pravom i hrvatskim propisima. Temeljni poslovi i zadaće Obalne straže su zaštita suverenih prava i provedba jurisdikcije Republike Hrvatske u zaštićenom ekološko-ribolovnom pojasu, epikontinentalnom pojasu i na otvorenu moru. 
Obalna straža sastavni je dio Hrvatske ratne mornarice. Člankom 4. navedenog Zakona propisano je da Obalna straža ima zastavu i službeni znak koji se ističe na svim plovilima, zrakoplovima, vozilima i drugim objektima Obalne straže. Izgled zastave Obalne straže te službenog znaka propisuje ministar obrane posebnim propisom.
Zastava Obalne straže plave je boje s crveno-bijelim kvadratima postavljenim uz lijevi rub zastave. Polje crveno-bijelih kvadrata sadrži tri kvadrata po širini i trinaest po visini zastave. U sredini plavog polja zastave nalazi se znak Obalne straže promjera 1/3 dužine zastave. Omjer širine i dužine zastave je 2:3. Službeni znak Obalne straže sastoji se od dva tamnožuta sidra ukrižena pod kutom od 45 stupnjeva na kojima je položen štit u bojama zastave Republike Hrvatske s tamnožutim rubom i grbom Republike Hrvatske u sredini. Pozadina središnjeg dijela službenog znaka je zlatne boje obrubljena s dvije tamnožute koncentrične kružnice između kojih je na podlozi mornarsko plave boje polukružno upisan naziv »OBALNA STRAŽA REPUBLIKE HRVATSKE». U donjem dijelu službenog znaka stilizirani je tradicionalni hrvatski pleter.

## Vanjske poveznice
- Zastave i plamenci na ratnim brodovima Republike Hrvatske